# Quercus wislizeni
Quercus wislizeni ist eine Pflanzenart aus der Gattung der Eichen (Quercus) innerhalb der Familie der Buchengewächse (Fagaceae).

## Beschreibung

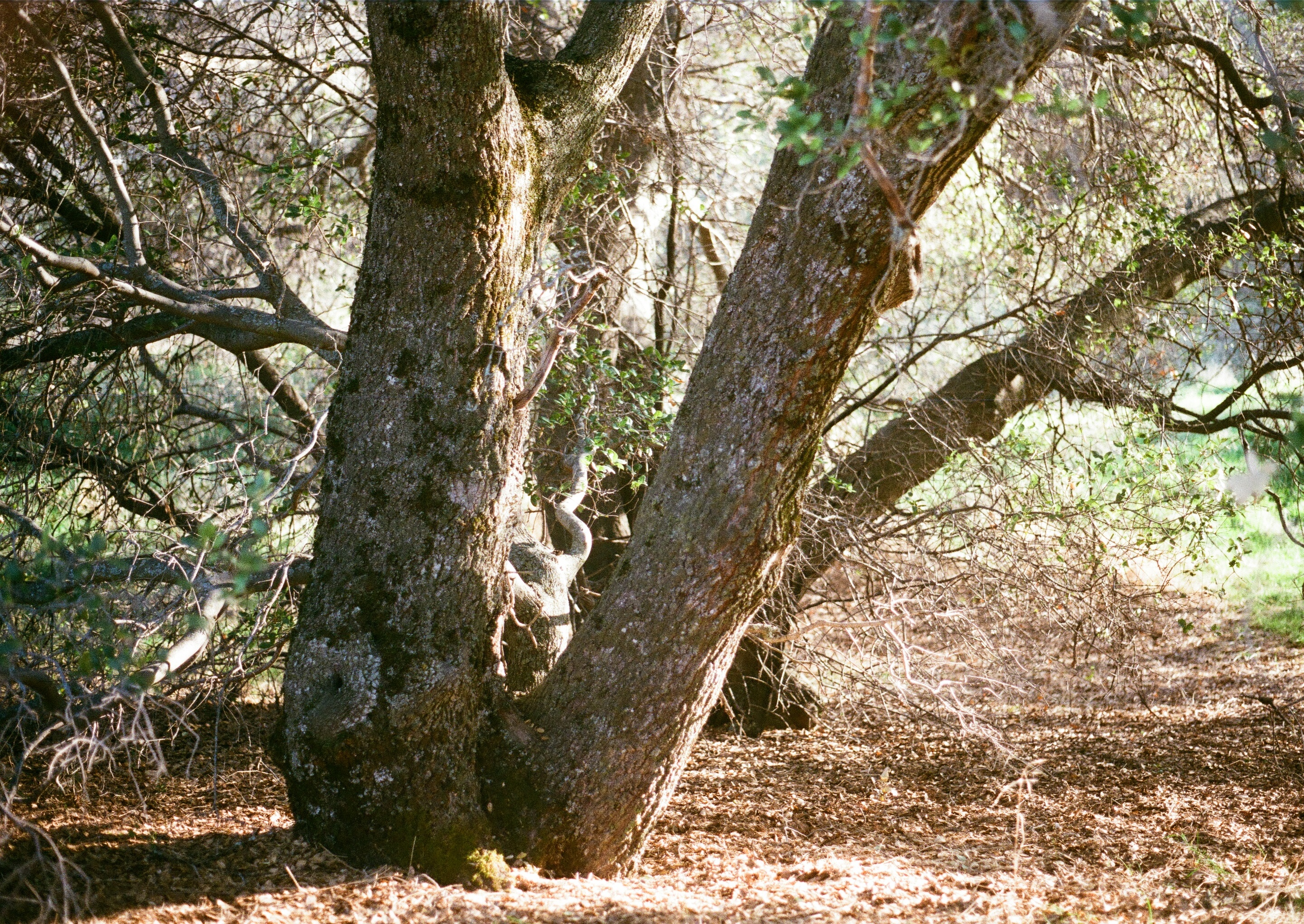
Typische Wuchsform

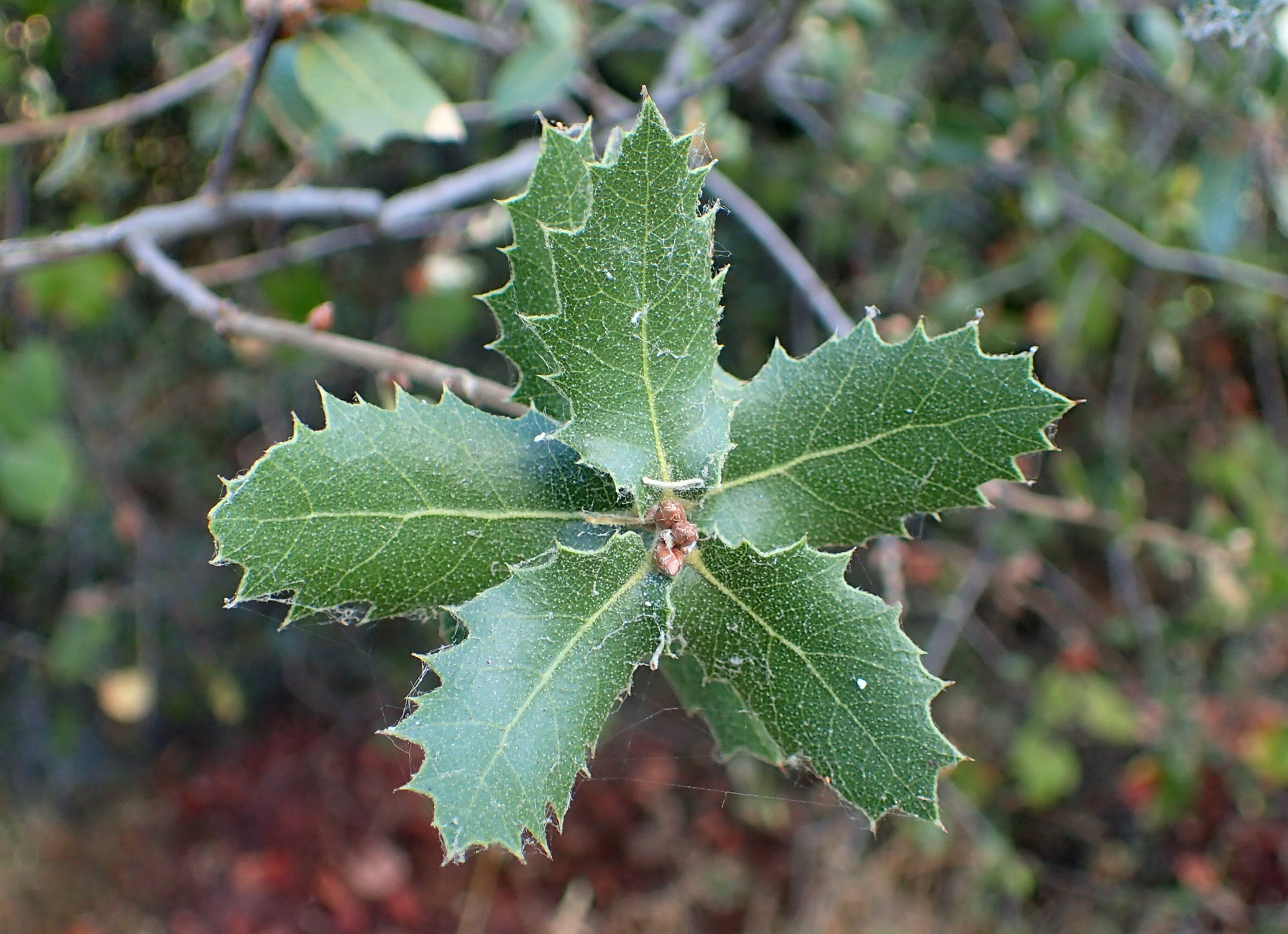
Blätter

### Vegetative Merkmale
Quercus wislizeni wächst als immergrüner Strauch oder Baum mit kurzem Stamm, der Wuchshöhen von bis zu 22 Metern erreicht. Sie erreicht allerdings in ihrem Haupt-Verbreitungsgebiet, den Ausläufern und tieferen Lagen der Sierra Nevada, selten Wuchshöhen von mehr als 10 Metern. Quercus wislizeni ist sehr variabel und oft als Strauch anzutreffen. Der Stammdurchmesser erreicht bis über 90 Zentimeter, selten bis über 1,5 Meter. Die graue Borke ist rissig bis furchig und teils schuppig.
Die wechselständigen und kurz gestielten Laubblätter sind etwa 2,5 bis 7 Zentimeter lang. Sie sind dünnledrig, steif, kahl, eiförmig bis verkehrt-eiförmig und meist spitz und stachelspitzig, besonders bei jungen Exemplaren. Teils sind sie grob stachelspitzig gezähnt oder ganzrandig. Die Basis ist leicht herzförmig bis abgerundet oder stumpf bis spitz. Der Blattstiel ist meist kahl. Die leicht glänzenden Blätter sind unterseits heller.

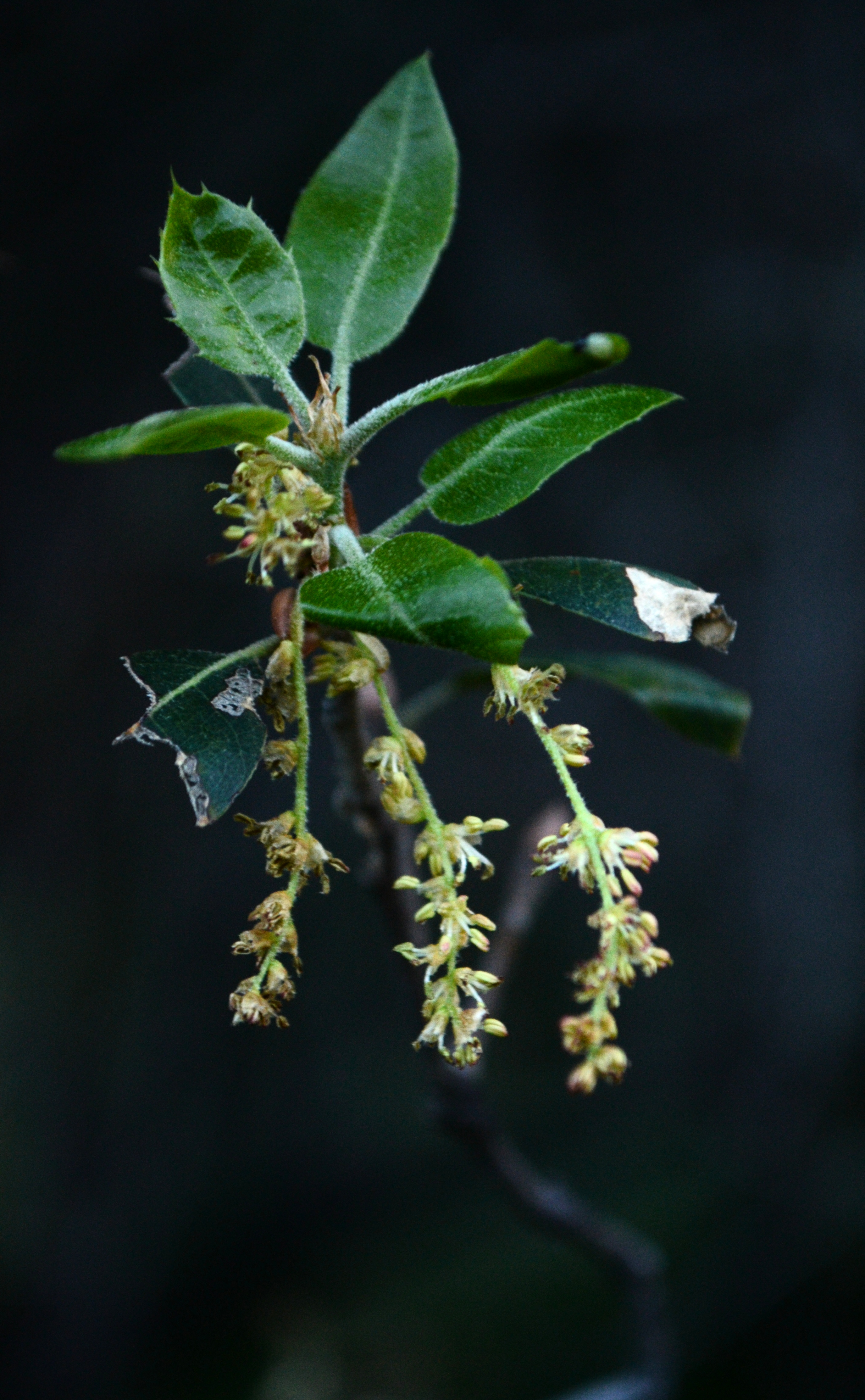
Zweig mit jungen Laubblättern und Kätzchen

### Generative Merkmale
Die männlichen Blüten stehen in Kätzchen zusammen, die weiblichen Blüten sitzen in den Blattachseln.
Die schmal-konischen, kahlen Eicheln sitzen etwa ein Drittel bis zur Hälfte im Fruchtbecher mit angepressten, fast kahlen Schuppen und sind 2,5 bis 4,2 Zentimeter lang und reifen erst in der zweiten Vegetationsperiode (etwa 18 Monate nach der Befruchtung).

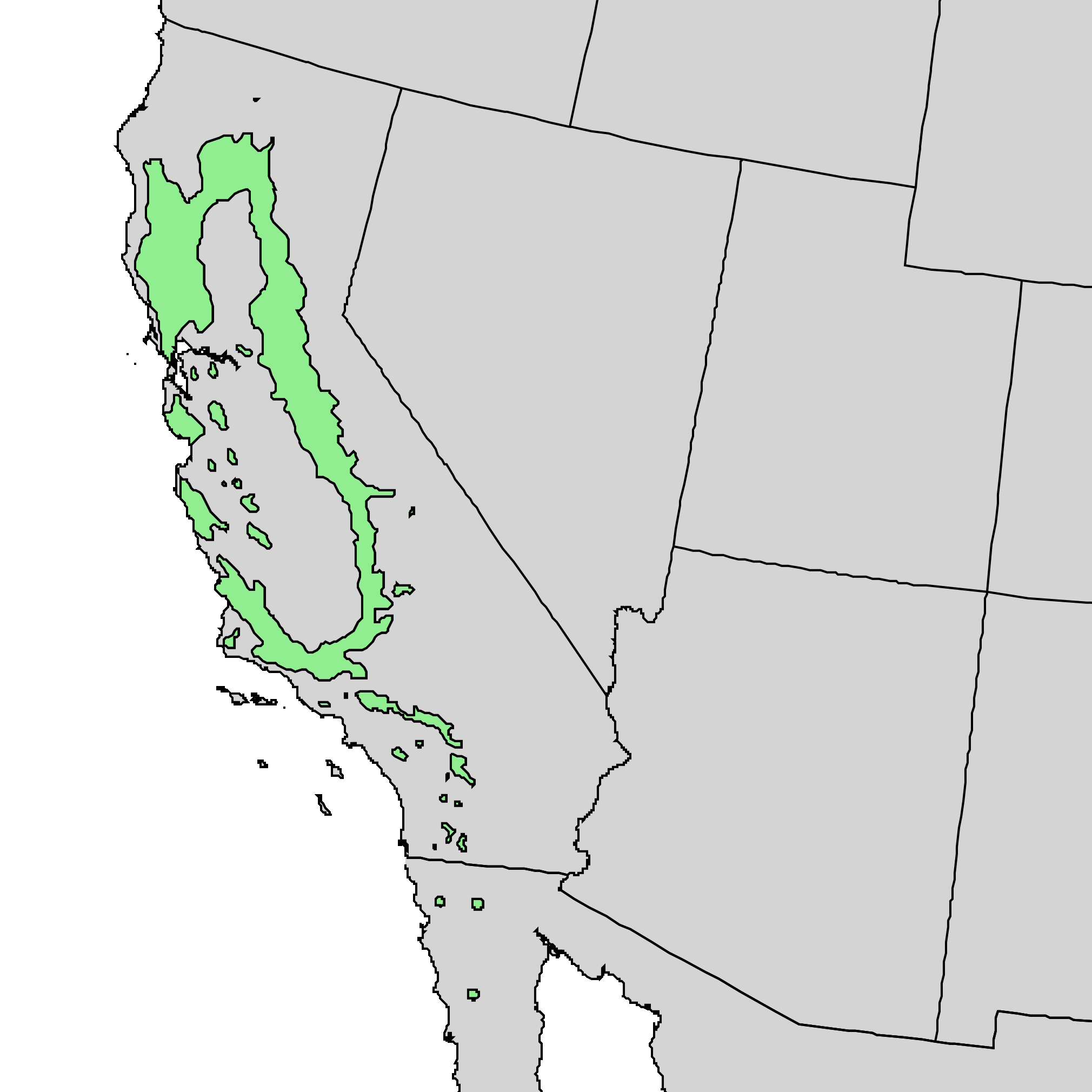
Verbreitungsgebiete von Quercus wislizeni und Quercus parvula

## Vorkommen und Gefährdung
Quercus wislizeni ist in vielen Gebieten von Kalifornien und südwärts bis nach Baja California in Mexiko beheimatet. Quercus wislizeni wächst im Allgemeinen im Hügelland, ist am stärksten in den Ausläufern und tieferen Lagen der Sierra Nevada vertreten, kommt jedoch auch in den Pacific Coast Ranges ─ wo sie seit 1980 als eigene Art Quercus parvula geführt wird ─ und in den San Gabriel Mountains vor. Von der IUCN wird die Art als „nicht gefährdet“ („least concern“) eingestuft.

## Systematik

### Taxonomie
Obwohl von Alphonse Pyrame de Candolle in seiner Beschreibung als „wislizenii“ bezeichnet, benutzten einige Quellen wie Jensen in der Flora of North America, das Artepitheton wislizeni. Korrekt ist nach Artikel 60C.2 des ICN die Schreibweise mit einem „i“. Wislizenu’s Exemplar hielt de Candolle für in Chihuahua in Mexiko gesammelt. Der deutsch-amerikanische Botaniker George Engelmann korrigierte  jedoch später den Fundort auf den US-amerikanischen Quellfluss des Sacramento River nahe Auburn (Kalifornien). Das Artepitheton wislizeni ehrt ihren Entdecker Friedrich Adolph Wislizenus.
Der kalifornische Arzt und Botaniker (und einer der Gründungsväter der California Academy of Sciences) Albert Kellogg beschrieb 1855 in einer Publikation eine Eiche als Quercus arcoglandis (Eiche mit spitzer Eichel), anscheinend dieselbe Art wie Quercus wislizeni. Damit wäre die Benennung klar früher als die von de Candolle 1864 erfolgt und der Name hätte, sollte sich die Art tatsächlich als dieselbe herausstellen, in der Nomenklatur Vorrang. Hier fehlt zur Lösung dieses taxonomischen Konflikts noch einiges an Forschung.
Quercus wislizeni gehört zur Sektion Lobatae („Rot-Eichen“).

### Varietäten
Je nach Autor gibt es von Quercus wislizeni etwa zwei Varietäten:
- Quercus wislizeni A.DC. var. wislizeni
- Quercus wislizeni var. frutescens Engelm.[13] Dies ist allerdings ein ungültiges Taxon. Engelmanns Beschreibung der Varietät ist nahezu identisch mit de Candolles Beschreibung der Art, während Engelmanns Art-Beschreibung weitestgehend die von Kellogg über Quercus morehus trifft.[14]

### Synonyme
- Quercus wislizenii A.DC.[5]

## Hybride
Quercus wislizeni hybridisiert mit der Kalifornischen Schwarzeiche (Quercus kelloggii) (= Quercus ×morehus, englisch Abram's oak). Alle kalifornischen Roteichen zeigen Hinweise auf zwischenartliche Introgression und/oder Hybridisierung.
Eine verbreitete gemeinsam vorkommende Art ist die Digger-Kiefer (Pinus sabiniana).

## Trivialnamen
Englischsprachige Trivialnamen sind Interior live oak, Sierra live oak.